# Maratona aquática no Campeonato Mundial de Esportes Aquáticos de 2017 - 10 km feminino
Os 10 km da Maratona Aquática feminina é um dos eventos do Campeonato Mundial de Esportes Aquáticos de 2017 que foi realizado no dia 16 de julho de 2017 na cidade de Budapeste, na Hungria. 

## Medalhistas
| Ouro                 | Prata                  | Bronze                                        |
| Aurélie Muller (FRA) | Samantha Arévalo (ECU) | Arianna Bridi (ITA) · Ana Marcela Cunha (BRA) |

## Resultados
A prova foi realizada no dia 16 de julho às 10:00. 
| Pos.              | Nadadora                   | Nacionalidade  | Tempo     |
| ----------------- | -------------------------- | -------------- | --------- |
| Medalha de ouro   | Aurélie Muller             | França         | 2:00:13.7 |
| Medalha de prata  | Samantha Arévalo           | Equador        | 2:00:17.0 |
| Medalha de bronze | Arianna Bridi              | Itália         | 2:00:17.2 |
| Medalha de bronze | Ana Marcela Cunha          | Brasil         | 2:00:17.2 |
| 5                 | Rachele Bruni              | Itália         | 2:00:21.4 |
| 6                 | Haley Anderson             | Estados Unidos | 2:00:25.9 |
| 7                 | Finnia Wunram              | Alemanha       | 2:00:26.1 |
| 8                 | Anna Olasz                 | Hungria        | 2:00:28.4 |
| 9                 | Chelsea Gubecka            | Austrália      | 2:00:30.0 |
| 10                | Ashley Twichell            | Estados Unidos | 2:00:41.3 |
| 11                | Danielle Huskisson         | Reino Unido    | 2:01:06.1 |
| 12                | Yan Siyu                   | China          | 2:01:06.1 |
| 12                | Viviane Jungblut           | Brasil         | 2:01:06.1 |
| 14                | Angela Maurer              | Alemanha       | 2:01:53.3 |
| 15                | Anastasiya Krapyvina       | Rússia         | 2:01:55.2 |
| 16                | Sharon van Rouwendaal      | Países Baixos  | 2:01:55.5 |
| 17                | Xin Xin                    | China          | 2:01:59.8 |
| 18                | Paula Ruiz                 | Espanha        | 2:02:07.0 |
| 19                | Kareena Lee                | Austrália      | 2:02:08.1 |
| 20                | Yukimi Moriyama            | Japão          | 2:02:13.3 |
| 21                | Cecilia Biagioli           | Argentina      | 2:02:23.6 |
| 22                | Oceane Cassignol           | França         | 2:03:01.0 |
| 23                | Yumi Kida                  | Japão          | 2:03:06.6 |
| 24                | Špela Perše                | Eslovênia      | 2:04:12.7 |
| 25                | Alice Dearing              | Reino Unido    | 2:04:24.4 |
| 26                | Kalliopi Araouzou          | Grécia         | 2:04:25.7 |
| 27                | Onon Sömenek               | Hungria        | 2:04:41.2 |
| 28                | Stephanie Horner           | Canadá         | 2:04:48.1 |
| 29                | Nataly Caldas              | Equador        | 2:04:50.1 |
| 30                | María de Valdes            | Espanha        | 2:04:54.4 |
| 31                | Justyna Burska             | Polónia        | 2:07:13.6 |
| 32                | Jade Dusablon              | Canadá         | 2:07:16.8 |
| 33                | Daria Kulik                | Rússia         | 2:07:18.0 |
| 34                | Julia Arino                | Argentina      | 2:07:20.0 |
| 35                | Angelica María             | Portugal       | 2:07:20.4 |
| 36                | Alena Benešová             | Chéquia        | 2:07:58.5 |
| 37                | Lenka Štěrbová             | Chéquia        | 2:08:32.9 |
| 38                | Martha Aguilar             | México         | 2:08:35.2 |
| 39                | Souad Cherouati            | Argélia        | 2:08:38.1 |
| 40                | Charlotte Webby            | Nova Zelândia  | 2:08:41.4 |
| 41                | Vânia Neves                | Portugal       | 2:09:39.0 |
| 42                | María Bramont-Arias        | Peru           | 2:09:39.6 |
| 43                | Robyn Kinghorn             | África do Sul  | 2:11:25.8 |
| 44                | Xeniya Romanchuk           | Cazaquistão    | 2:11:34.4 |
| 45                | Doris Beroš                | Croácia        | 2:11:54.4 |
| 46                | Mahina Valdivia            | Chile          | 2:11:55.1 |
| 47                | Reem Kaseem                | Egito          | 2:11:57.4 |
| 48                | Krystyna Panchishko        | Ucrânia        | 2:12:12.5 |
| 49                | Ruthseli Aponte            | Venezuela      | 2:14:39.5 |
| 50                | Sasha-Lee Nordengen-Corris | África do Sul  | 2:14:43.4 |
| 51                | Jelena Ječanski            | Sérvia         | 2:16:10.6 |
| 52                | Maryna Kyryk               | Ucrânia        | 2:17:02.2 |
| 53                | Martha Sandoval            | México         | 2:17:48.2 |
| 54                | Fatima Flores              | El Salvador    | 2:18:47.9 |
| 55                | Lok Hoi Man                | Hong Kong      | 2:19:19.3 |
| 56                | Karolína Balážiková        | Eslováquia     | 2:26:37.8 |
| 57                | Nip Tsz Yin                | Hong Kong      | 2:26:49.9 |
| 58                | Nikitha Setru              | Índia          | 2:28:14.6 |
| 59                | Cindy Toscano              | Guatemala      | 2:28:21.8 |
| —                 | Merle Liivand              | Estónia        | OTL       |
| —                 | Raquel Duran               | Costa Rica     | OTL       |
| —                 | Dana Khaled                | Egito          | DNF       |

Legenda
| Recorde mundial       | Recorde mundial (World record)               |                       | Recorde africano                      | Recorde africano (African) |                                           | Q | Classificado por posição (Qualified) |
| Recorde do campeonato | Recorde do campeonato (Championship record)  | Recorde da América    | Recorde da América (Americas)         | q                          | Classificado por melhor tempo (Qualified) |   |                                      |
| Melhor marca do ano   | Melhor marca do ano (World leading)          | Recorde asiático      | Recorde asiático (Asian)              | DNS                        | Não largou (Did not start)                |   |                                      |
| Recorde nacional      | Recorde nacional (National record)           | Recorde europeu       | Recorde europeu (European)            | DNF                        | Não terminou (Did not finish)             |   |                                      |
| Recorde pessoal       | Recorde pessoal do atleta (Personal best)    | Recorde da Oceania    | Recorde da Oceania (Oceania)          | DSQ / DQ                   | Desclassificado (Disqualified)            |   |                                      |
| Recorde da temporada  | Recorde da temporada do atleta (Season best) | Recorde sul-americano | Recorde sul-americano (South America) | NM                         | Sem marca (No mark)                       |   |                                      |